# Silișcani
Silișcani – wieś w Rumunii, w okręgu Botoszany, w gminie Gorbănești. W 2011 roku liczyła 362 mieszkańców.